# De Biber

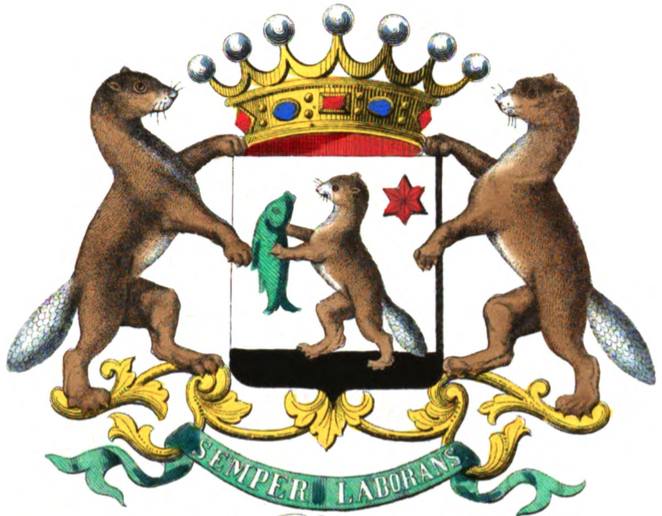
Geslachtswapen

De Biber is een geslacht waarvan leden sinds 1856 tot de Belgische adel behoren.

## Geschiedenis
De bewezen stamreeks begint met Richard Biber te Ingolstadt die op 5 februari 1714 voor het eerst wordt vermeld wanneer hem door Keizer Karel VI adeldom wordt verleend. In 1856 werd diens nakomeling, Antoine de Biber (1818-1873), kapitein bij het regiment grenadiers, erkend in de Belgische adel, nadat hij in 1842 tot Belg was genaturaliseerd; op 20 februari 1857 volgde verlening van de titel van baron met overgang bij eerstgeboorte aan dezelfde. Anno 2017 leefden er nog zes, allen mannelijke telgen, de laatste geboren in 1980.

### Wapenbeschrijvingen
- 1856: D'argent, au castor rampant au naturel, tenant un poisson de sinople, senestré en chef d'une étoile à six rais de gueules, posé sur une terrasse de sable. L'écu timbré d'un heaume d'argent, grillé, couronné et liseré d'or, fourré et attaché de gueules, aux lambrequins de sinople et d'argent. Cimier: le castor de l'écu.
- 1857: het schild beschreven zoals in de voorgaande open brieven. Couronne baroniale Supports: deux castors au naturel. Devise: 'Semper laborans' d'argent, sur sinople.

## Enkele telgen
Antoine baron de Biber (1818-1873), kapitein bij het regiment grenadiers
- Edgard baron de Biber (1844-1911)
  - Paul baron de Biber (1885-1925)
    - Alfred baron de Biber (1914-1990)
      - Géry baron de Biber (1949), bouwondernemer, meubelmaker, expert in oude meubelen, chef de famille
        - Jhr. Kim de Biber (1976), vermoedelijke opvolger als chef de famille

### Adellijke allianties
- De Rochelée (1884), De Coune (1939), De Hontheim (1975), Van Rijckevorsel van Kessel (1989, Nederlandse adel)